# Antoni Pająk

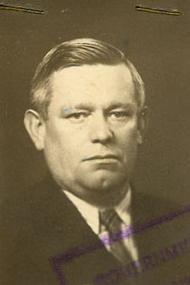
Antoni Pająk

Antoni Pająk (* 31. Juli 1893 in Bestwina; † 25. November 1965 in London) war ein polnischer Politiker und Ministerpräsident der Polnischen Exilregierung von 1955 bis 1965.

## Biographie

### Erster Weltkrieg und Unabhängigkeit Polens
Pająk wurde zu Beginn des Ersten Weltkrieges 1914 Mitglied der unter dem Kommando von Józef Piłsudski stehenden 1. Brigade der Polnischen Legion (Legiony Polskie), der er bis 1917 angehörte. Nach der Unabhängigkeit Polens am 22. November 1918 trat er dann als Soldat für ein Jahr in die Polnischen Streitkräfte (Wojsko Polskie) ein.
Anschließend wurde er Mitglied der Polnischen Sozialistischen Partei (Polska Partia Socjalistyczna), deren Vorstand er dann von 1920 bis 1937 angehörte. Zwischen 1927 und 1939 war er außerdem Vizepräsident sowie zeitweise Präsident des Verbandes der Kriegsinvaliden (Związku Inwalidów Wojennych) sowie von 1927 bis 1928 Kommissarischer Ratspräsident von Bielsko-Biała. 1928 wurde er zum Mitglied des Parlaments (Sejm) gewählt, wo er bis 1930 die Interessen der PPS vertrat.

### Zweiter Weltkrieg und Exilregierung
Nach dem Überfall auf Polen und dem Beginn des Zweiten Weltkrieges am 1. September 1939 wurde er 1940 von der sowjetischen Roten Armee gefangen genommen und anschließend in ein Arbeitslager in Sibirien gebracht. Nach dem Beginn des Krieges des Deutschen Reiches gegen die Sowjetunion 1941 wurde er jedoch aus der Gefangenschaft entlassen und im Anschluss daran diplomatischer Repräsentant der polnischen Exilregierung in der Jakutischen ASSR. Danach war er von 1943 bis 1945 Repräsentant der Polnischen Streitkräfte in der UdSSR.
Nach seiner Ausweisung 1945 ging er 1948 ins Exil nach London, wo er aktives Mitglied der polnischen Exilregierung wurde. Vom 8. August bis zum 10. September 1955 war er Minister für parlamentarische Angelegenheiten im Kabinett von Hugon Hanke.
Am 10. September 1955 wurde er als Nachfolger des überraschend nach Polen zurückgekehrten Hanke schließlich selbst Ministerpräsident der Polnischen Exilregierung. Dieses Amt hatte er dann annähernd zehn Jahre bis zu seinem Rücktritt am 25. Juni 1965 wenige Monate vor seinem Tod inne.